# Veriora (plaats)
Veriora (Duits: Paulenhof) is een plaats in de Estlandse gemeente Räpina, provincie Põlvamaa. De plaats heeft de status van groter dorp of vlek (Estisch: alevik) en telt 390 inwoners (2021).
De plaats was tot in oktober 2017 de hoofdplaats van de gemeente Veriora. In die maand werd Veriora bij de gemeente Räpina gevoegd.
Door Veriora stroomt de rivier Pahtpää, een zijrivier van de Võhandu.

## Geschiedenis
Sinds 1828 bestond er een landgoed Paulenhof met als Estische naam Veriora. Het lag ten zuiden van de huidige plaats. Van het landgoed zijn enkele bijgebouwen bewaard gebleven. Er ontstond pas een plaats Veriora toen in 1931 een station werd geopend op de plek waar de nieuw aangelegde spoorlijn Tartu - Petsjory de weg van Võru naar Räpina (nu de Tugimaantee 65) kruiste. De grond hoorde op dat moment bij het buurdorp Viluste. Rond het station, dat de naam van het vroegere landgoed kreeg, ontwikkelde zich een nederzetting.
Het station is sinds 1931 steeds in gebruik gebleven.

## Foto's

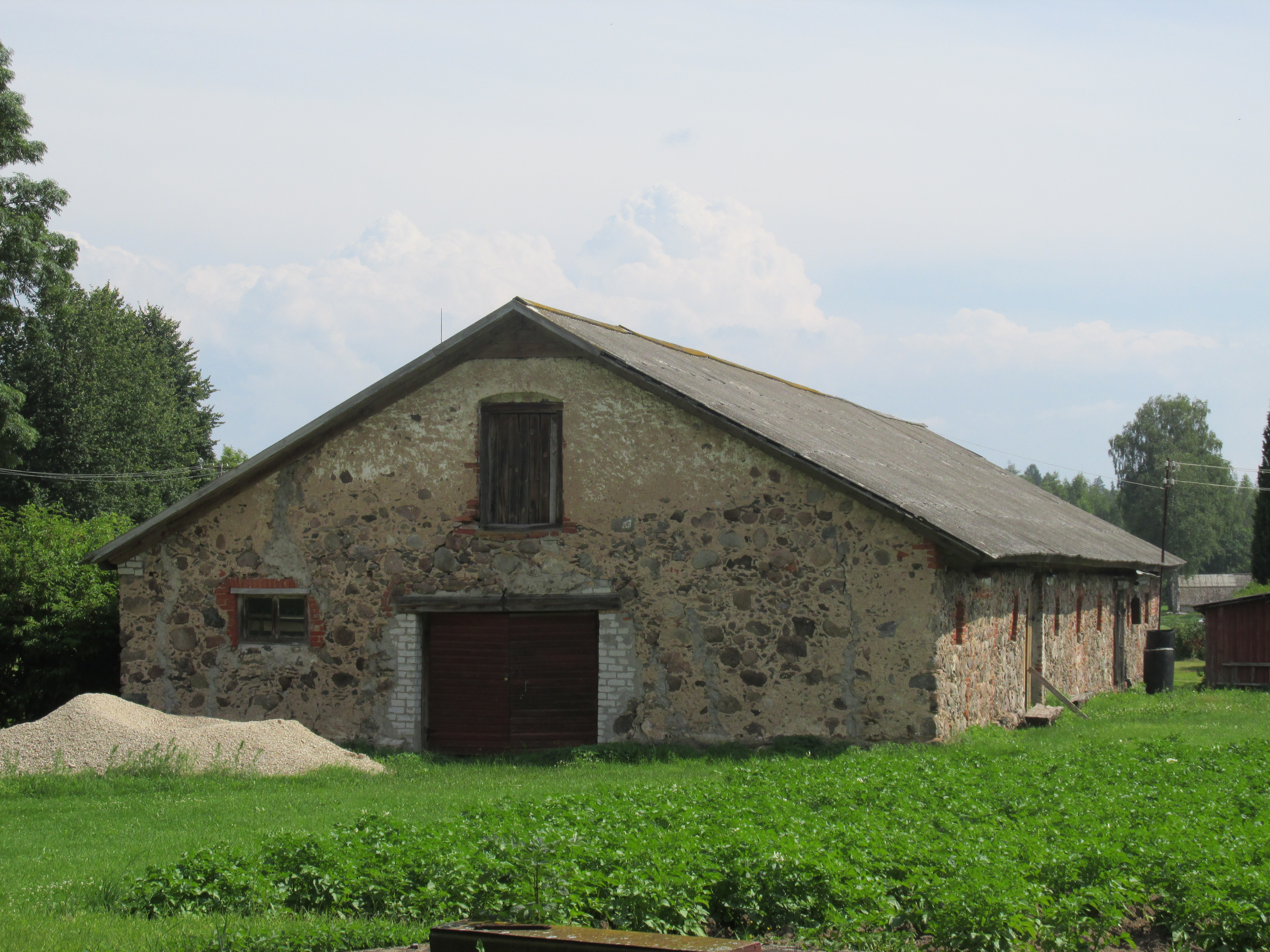
Veestal op het vroegere landgoed
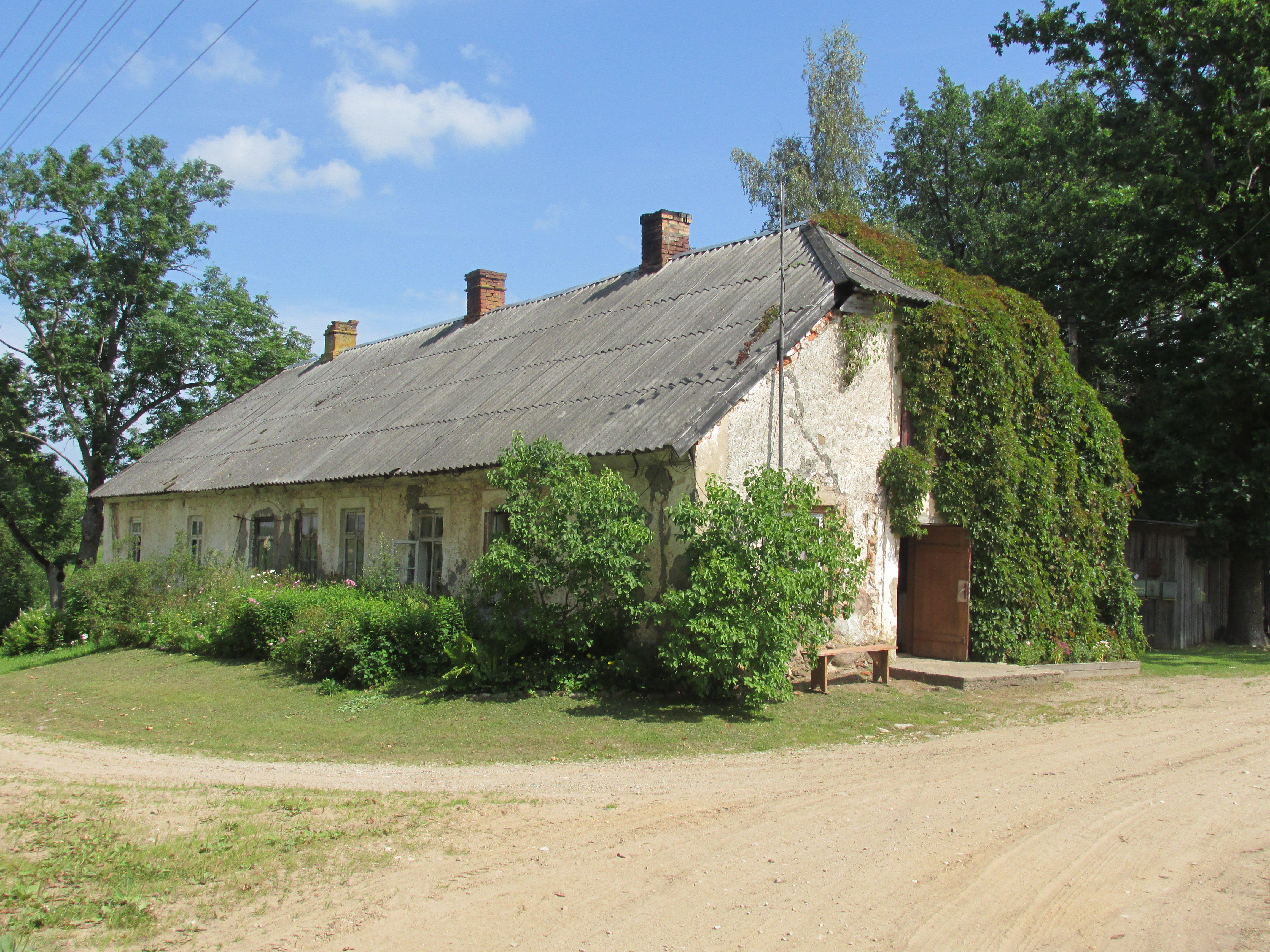
De vroegere woning van de opzichter
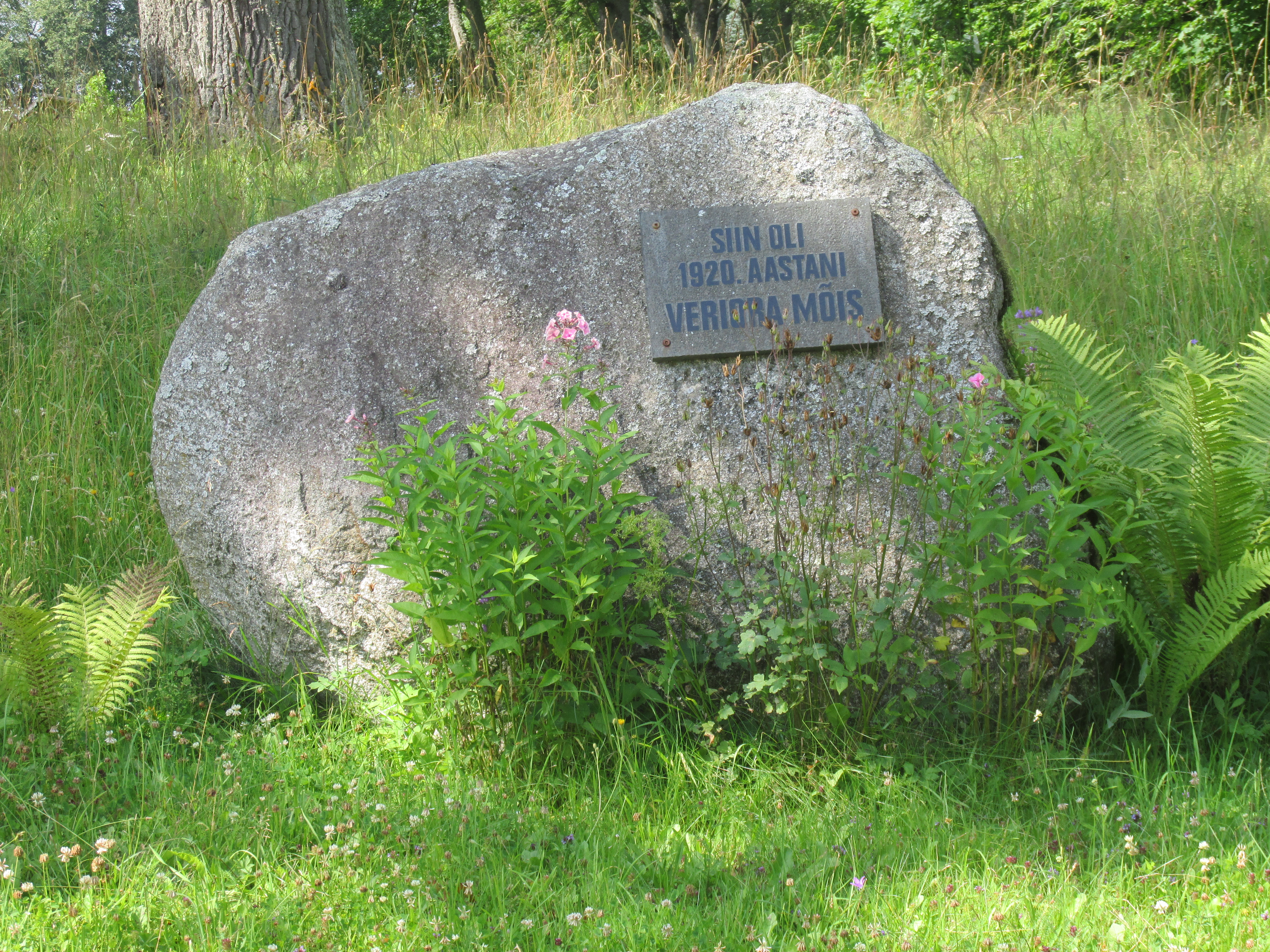
Gedenksteen voor Veriora mõis, het landgoed Veriora
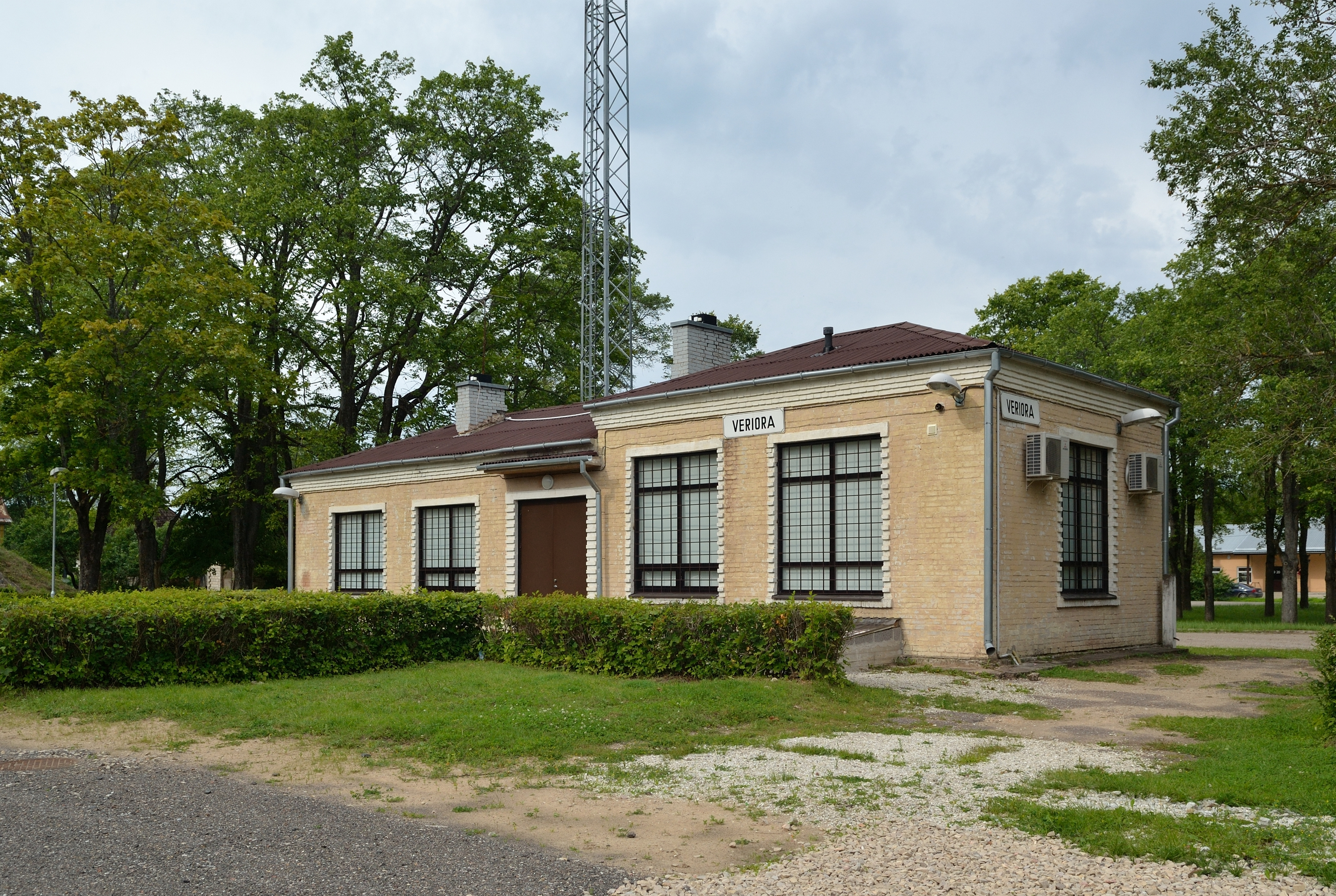
Het stationsgebouw
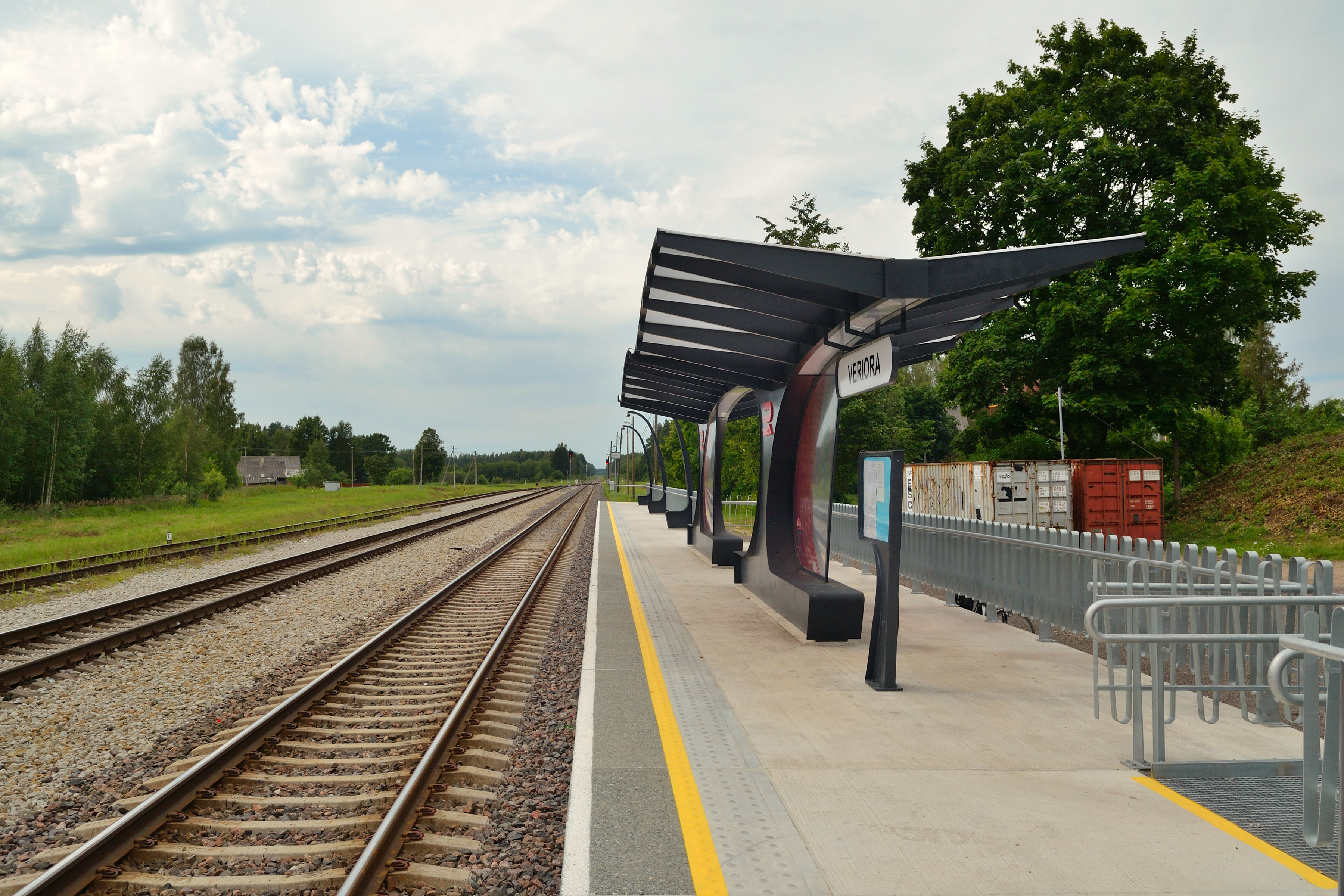
Het perron
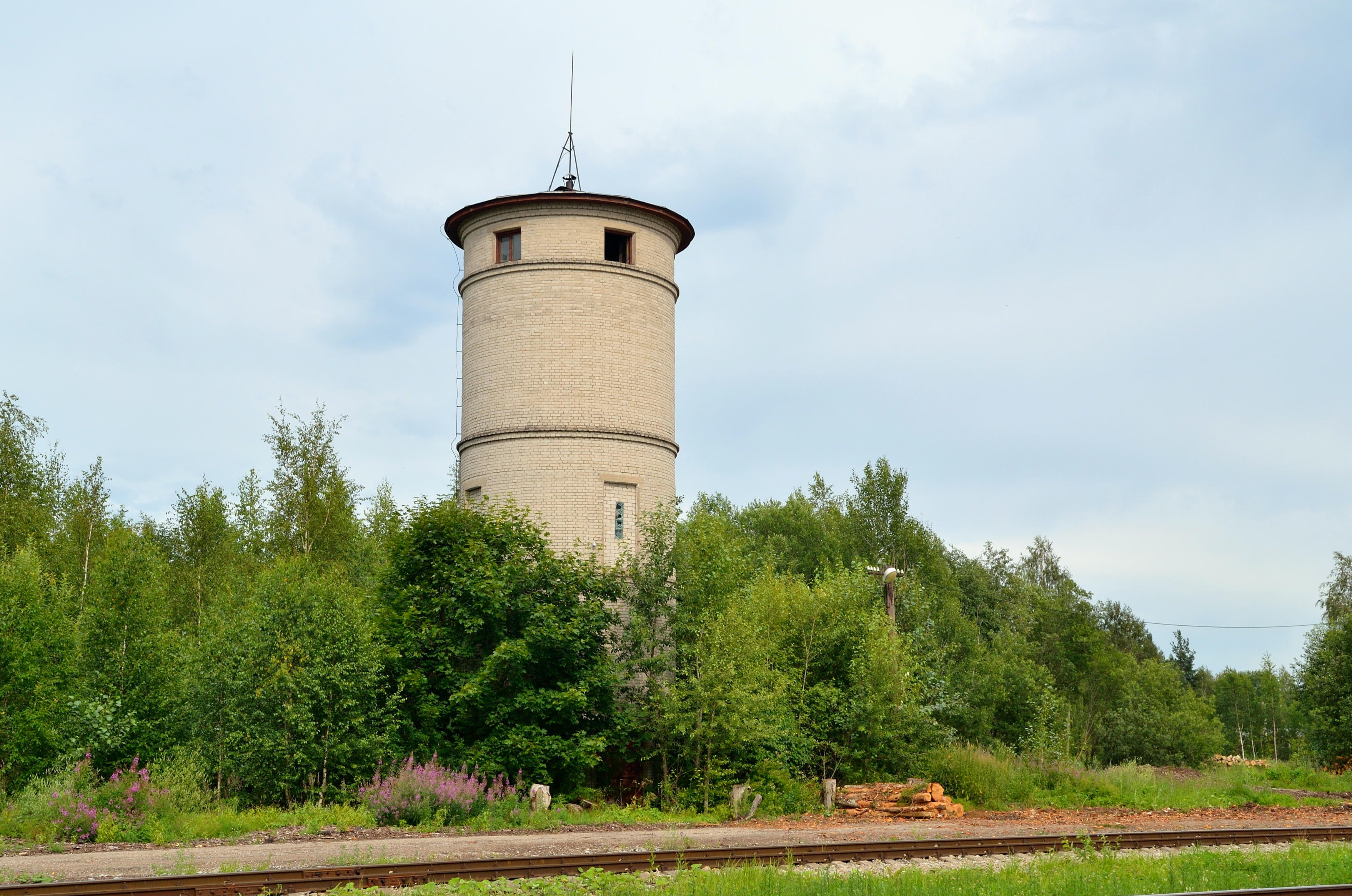
Watertoren bij het station
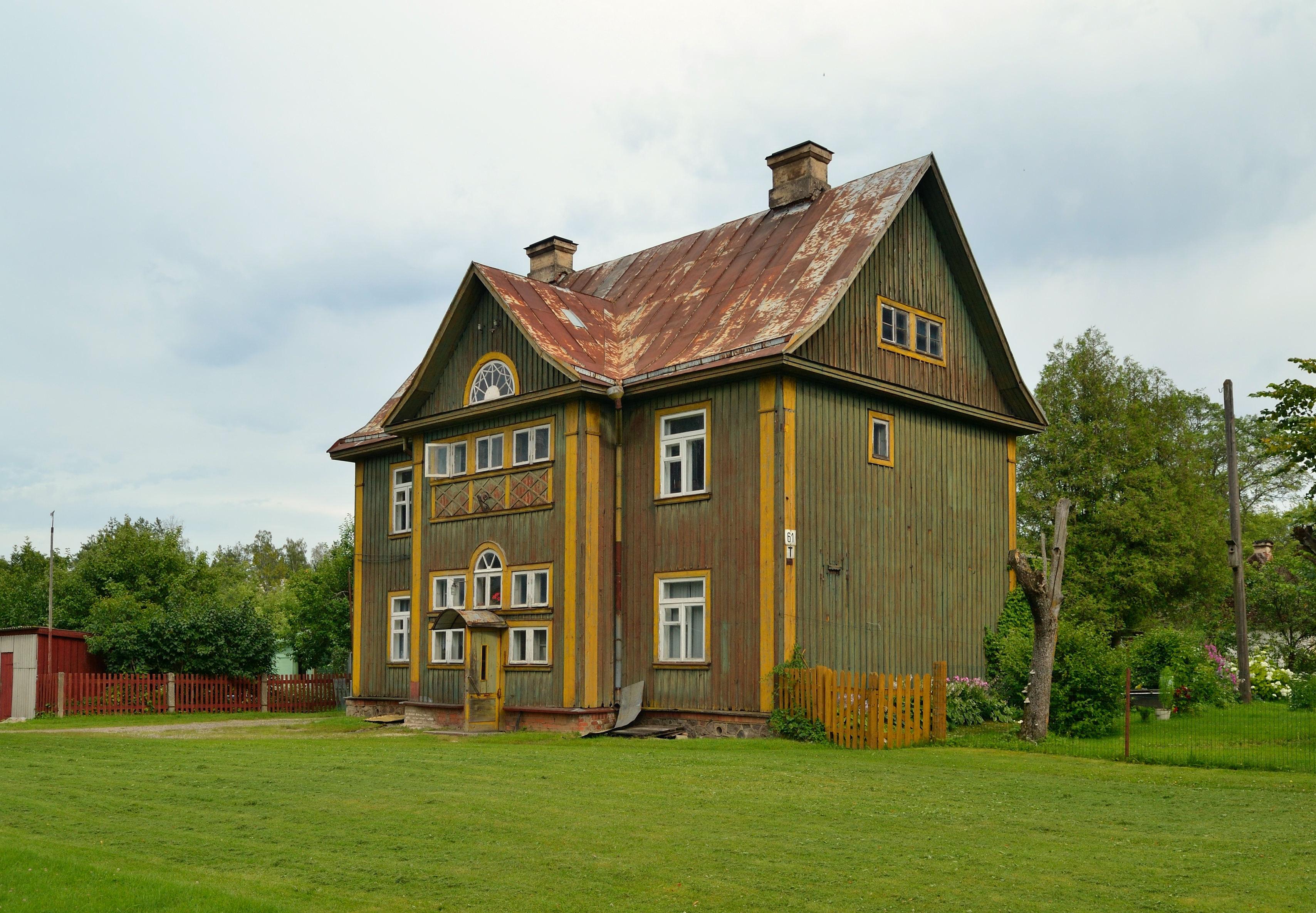
Dienstgebouw bij het station